# Tastiera virtuale

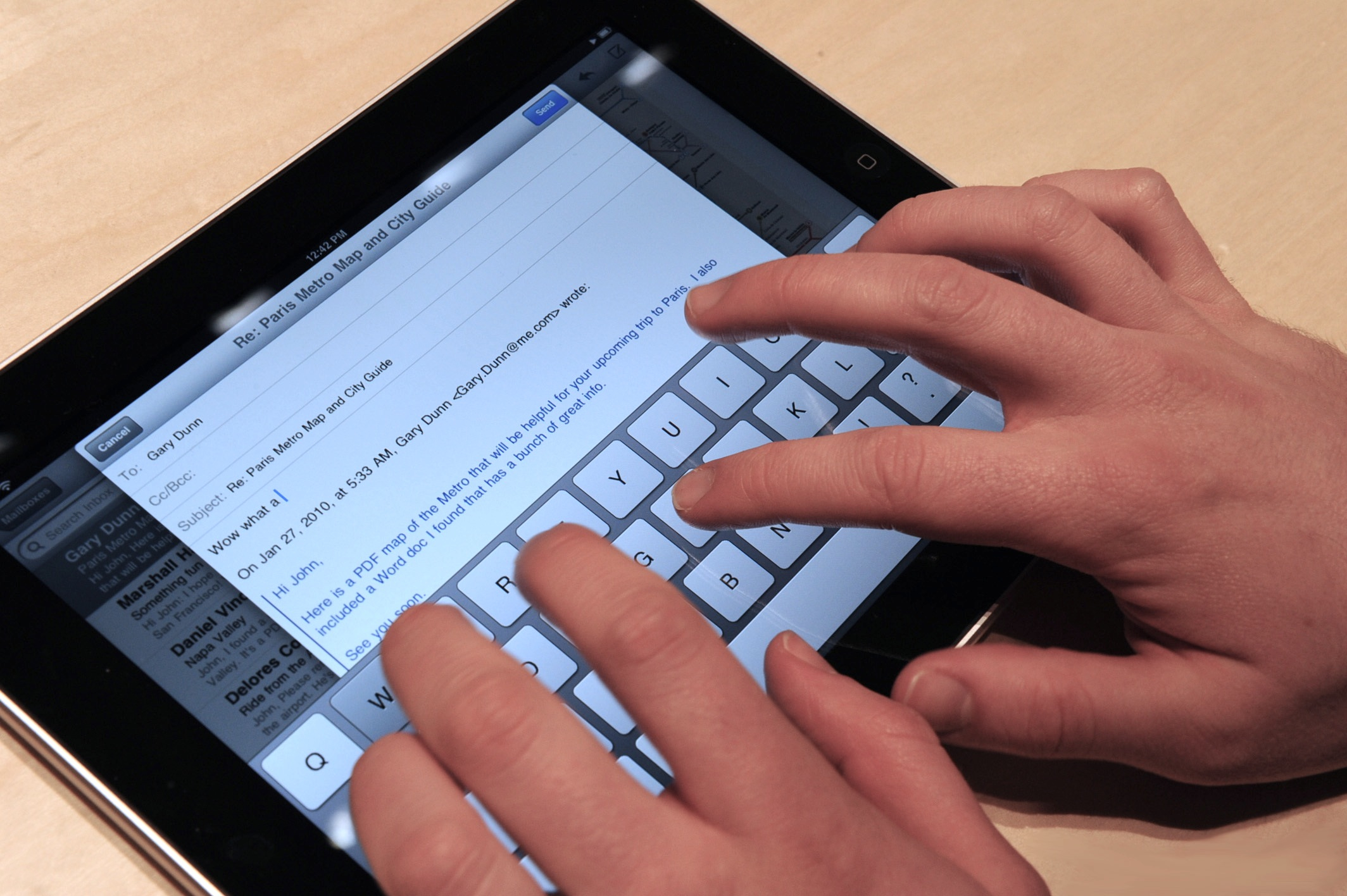
Tastiera virtuale iPad

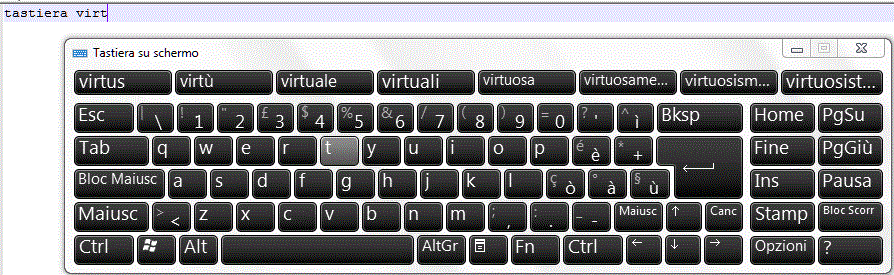
Tastiera su schermo - Windows 7

Una tastiera virtuale (in inglese virtual keyboard) è un software che permette ad un utente di scrivere senza utilizzare la tastiera, ma premendo le lettere presenti nell'interfaccia di un programma, pensate in modo da simulare il comportamento dei tasti fisici. Vi sono vari tipi di tastiera virtuale, tastiere touch screen, tastiere da utilizzare con un mouse, tastiere semi virtuali laser che consistono in un hardware portatile molto meno ingombrante di una tastiera vera composto da proiettore led che disegna con la luce sulla superficie di lavoro la tastiera virtuale e un sensore che individua quale tasto viene "premuto". Esistono anche tastiere virtuali per browser quali ad esempio gate2home .